# SV 1924 Münchenbernsdorf
Der SV 1924 Münchenbernsdorf e. V. ist ein Sportverein in der ostthüringischen Kleinstadt Münchenbernsdorf. Der Verein hat etwa 370 Mitglieder und betreibt die Sportarten Fußball, Handball, Basketball, Volleyball, Tischtennis, Gymnastik, Tanz und Freizeitsport. Es stehen der städtische Sportplatz und die Turnhalle zur Verfügung.

## Vereinsgeschichte

Historisches Logo der BSG Fortschritt

Der Sportverein 1924 führt seine Geschichte auf die im August 1924 gegründete Spielvereinigung Münchenbernsdorf zurück. Sie betrieb zunächst nur Fußball, später kamen Leichtathletik, Schwimmen und Faustball hinzu. Nach der Machtübernahme durch die Nationalsozialisten schlossen sich 1934 der Arbeitersportverein und der Turnverein der Spielvereinigung an. Nach dem Ende des Zweiten Weltkrieges mussten alle Sportvereine in Münchenbernsdorf wie in allen Besatzungszonen aufgelöst werden. Sportwettkämpfe waren zunächst nur in lose organisierten Sportgemeinschaften auf Kreisebene gestattet. In Münchenbernsdorf gründete sich am 4. November 1948 eine solche Sportgemeinschaft, die sich den Namen „Olympia“ gab. Nach der Umstellung des ostdeutschen Sportbetriebs auf Betriebssportgemeinschaften (BSG) übernahm die in Münchenbernsdorf ansässige Teppichfabrik die Sportgemeinschaft und wandelte sie in die BSG Fortschritt Münchenbernsdorf um. Sie richtete im Laufe der Jahre Sportsektionen für Fußball, Handball, Leichtathletik, Tischtennis, Kegeln, Turnen und Schach ein. Als nach der politischen Wende von 1989 wieder bürgerlich Vereine zugelassen wurden, gründeten BSG-Mitglieder den eingetragenen Verein SV 1924 Münchenbernsdorf.

## Entwicklung des Fußballsports
Obwohl nach dem Ersten Weltkrieg mehrere Vereine in Münchenbernsdorf Fußballmannschaften gebildet hatten, kamen diese bis 1945 nicht über unterklassiges Niveau hinaus. Die BSG Fortschritt spielte seit den 1950er Jahren regelmäßig in der viert- bzw. fünftklassigen Bezirksklasse Gera. Erst 1971 gelang der 1. Mannschaft der Aufstieg in die damals drittklassige Bezirksliga Gera. Mit sicheren Mittelfeldplätzen konnte sich die BSG dort sieben Jahre lang behaupten. Im achten Bezirksligajahr wurde Fortschritt am Ende der Saison 1978/79 nur Tabellenletzter und musste wieder in die Bezirksklasse absteigen. Abgesehen von einem nur einjährigen Aufstieg 1981/82 verblieb die BSG bis zum Ende des DDR-Fußballspielbetriebs 1990 in der Viertklassigkeit. Die letzte DDR-Bezirksklassen-Saison 1989/90 wurde mit Platz 14 abgeschlossen.
Den größten Erfolg ihrer Fußballgeschichte erreichte die BSG Fortschritt Münchenbernsdorf im Jahre 1977. Durch den Gewinn des Bezirksfußballpokals qualifizierte sich die 1. Mannschaft für den DDR-weiten Wettbewerb um den FDGB-Fußballpokal der Saison 1977/78. In der ersten Runde hatten die Münchenbernsdorfer Heimrecht gegen den Erfurter Bezirksligisten BSG Umformtechnik Erfurt. Nach einer klaren 1:4-Niederlage schied die BSG Fortschritt bereits nach ihrem ersten Auftritt im DDR-Fußballpokal-Wettbewerb aus.
Der SV 1924 Münchenbernsdorf startete im DFB-Spielbetrieb in der Kreisliga Gera. 1996 gelang der Aufstieg in die damals achtklassige Bezirksliga Thüringen. Nach einem 11. Rang 1997 folgte 1998 nach Platz 14 der Abstieg zurück in die Kreisliga. Ab der Spielzeit 2014/15 spielte der Verein in der Kreisoberliga Ostthüringen. Nach der Saison 2020/21, die aufgrund der COVID-19-Pandemie abgebrochen werden musste, zog sich die Mannschaft freiwillig in die Kreisliga zurück.

## Personen von besonderer Bedeutung
- Daniel Schumann war bis 1994 Nachwuchsfußballspieler beim SV 1924. Später war er Bundesligaspieler beim SC Freiburg.